# Золотая роза (награда папы римского)
Золотая роза (лат. rosa aurea) — подарок папы, ювелирное изделие в виде розы, выполненное из золота. С XI века преподносится как знак отличия какому-нибудь лицу владетельного дома, либо церкви. 
Церемония вручения происходит в четвёртое воскресенье Великого поста, называемое в католицизме «воскресеньем роз». Папа благословляет розу в присутствии полного собрания кардиналов в церкви св. Петра, окуривает ее фимиамом, окропляет святой водой и обмакивает в миро.
В католических легендах роза считается небесной покровительницей и защитницей добрых дел. Так, в одной из легенд повествуется про святителя Николая. Когда он однажды среди страшно студеной зимы нес взятый в монастыре хлеб, чтобы накормить бедных, и был остановлен строгим настоятелем монастыря, то хлеб этот превратился в розы — в знак того, что это доброе дело было приятно Господу. Аналогичные сказания существуют про римско-католических святых: св. Елизавету Тюрингенскую, св. Радегунду и св. Касильду. 
В Средние века розу часто посылали благочестивым монархам-католикам, однако в Новое время чаще стали преподносить женам монархов или женщинам-монархам в своём праве. Последним из мужчин розу получил венецианский дож Франческо Лоредан в 1759 году, из женщин — великая герцогиня люксембургская Шарлотта в 1956 году. После неё получателями были лишь различные церкви и церковные учреждения.

## Некоторые награждённые
- Наибольшее количество золотых роз (пять) получил собор Святого Петра в Риме.
- Один раз (в 1452 году) роза была вручена супружеской паре: императору Священной Римской империи Фридриху III и его жене императрице Элеоноре по случаю их коронации.
- В редких случаях золотая роза вручалась государствам: в 1419 — Флорентийской республике, в 1564 — республике Лукка.